# Euopsis
Euopsis — рід грибів родини Lichinaceae. Назва вперше опублікована 1875 року.

## Класифікація
До роду Euopsis відносять 4 види:
- Euopsis granatina
- Euopsis haemalea
- Euopsis haemaleella
- Euopsis pulvinata